# رابرت بک
رابرت لی "باب" بک (انگلیسی: Robert Lee "Bob" Beck؛ زادهٔ ۳۰ دسامبر ۱۹۳۶) ورزشکار بازنشسته رشته‌های شمشیربازی و پنج‌گانه مدرن اهل ایالات متحده آمریکا است.
وی برندهٔ ۳ مدال طلا در بازی‌های پان امریکن سال‌های ۱۹۶۳ تا ۱۹۷۱ و ۲ مدال برنز رشته پنج‌گانه مدرن تیمی و انفرادی در المپیک ۱۹۶۰ شده‌است. وی در المپیک ۱۹۶۸ موفقیت چندانی کسب نکرد و در رشته انفرادی بیست و دوم و در رشته تیمی به مقام چهارم رسید.
بک از دانشگاه ویرجینیا فارغ‌التحصیل و سپس به مدرسه پزشکی هاروارد رفت و به عنوان جراح مشغول به کار شد.